# Чемпіонат України з американського футболу 2009
Чемпіонат України з американського футболу 2009 — 15-й чемпіонат України з американського футболу.

## Команди-учасниці
У 2009 році у змаганнях Відкритого Чемпіонату України взяли участь всього сім команд, які були розділені за географічним принципом на дві конференції.

Конференція Захід
1. Мінськ Зубри (Білорусь)
2. Київські Джетс
3. Київські Слов'яни
4. Ужгородські Лісоруби
5. Вінницькі Вовки

Конференція Схід

1. Скіфи-ДонНТУ (Донецьк)
2. Севастопольські Титани

## Календар змагань
Під час регулярного чемпіонату команда проводить лище по одній грі зі своїм суперником.
Результати ігор:
- 27 Червня Київські Словяни — Мінські Зубри 12-28
- 27 Червня Вінницькі Вовки — Ужгородські Лісоруби 0-54
- 20 Червня Київські Словяни — Ужгородські Лісоруби 12-26
- 14 Червня Київські Джетс — Київські Словяни 19-20
- 13 Червня Ужгородські Лісоруби — Мінські Зубри Visitors 35-0 т.п.
- 30 Травня Київські Джетс — Мінські Зубри 13-22
- 30 Травня Вінницькі Вовки — Київські Словяни 8-60
- 02 Травня Київські Джетс — Вінницькі Вовки 30-6
- 25 Квітня Севастопольські Титани — Донецькі Варяги 6-42

## Турнірна таблиця
За підсумками регулярного чемпіонату, команди розташувалися у наступній послідовності:

Західна конференція
| Команда              | УЛ    | МЗ    | КС    | КД    | ВВ    |
| -------------------- | ----- | ----- | ----- | ----- | ----- |
| Ужгородські Лісоруби | ---   |       | 26:12 |       | 54:   |
| Мінські Зубри        |       | ---   | 28:12 | 22:13 |       |
| Київські Словяни     | 12:26 | 12:28 | ---   | 20:19 | 60:18 |
| Київські Джетс       |       | 13:22 | 19:20 | ---   | 30:16 |
| Вінницькі Вовки      | 0:54  |       | 8:60  | 6:30  | ---   |

Східна конференція
| Команда                | СД   | СвТ  |
| ---------------------- | ---- | ---- |
| Скіфи-ДонНТУ           | ---  | 42:6 |
| Севастопольські Титани | 6:42 | ---  |

## Фінали
Результати матчів
- 17 жовтня — Мінські Зубри — Донецькі Варяги 14:12
- 17 жовтня — Ужгородські ЛІсоруби — Київські Словяни — 13:8

Золотий фінал
- 18 жовтня — Ужгородські Лісоруби — Мінські Зубри 35:12

Бронзовий фінал
- 18 жовтня — Київські Словяни — Донецькі Варяги 6:14